# Odontodynerus brincki
Odontodynerus brincki är en stekelart som beskrevs av Giordani Soika. Odontodynerus brincki ingår i släktet Odontodynerus och familjen Eumenidae. Inga underarter finns listade i Catalogue of Life.